# Buster and Billie
Buster and Billie is een Amerikaanse film uit 1974 van Daniel Petrie met Jan-Michael Vincent en Joan Goodfellow. Robert Englund (A Nightmare on Elmstreet) en Pamela Sue Martin (Dynasty) vertolkten bijrollen. Voor Englund was Buster and Billie zijn filmdebuut.

## Verhaal
De film speelt zich af in het kleine stadje Georgia in 1948. Hier spelen zich de avonturen af van Buster Lane (Jan-Michael Vincent), een knappe, populaire highschool senior, verloofd met Margie Hooks (Pamela Sue Martin). Hij is de populairste jongen op de campus en de leider van zijn vriendengroep. Buster is echter anders dan andere jonge mannen.
Buster's seksueel gefrustreerde vrienden bezoeken regelmatig een meisje met een kansarme achtergrond genaamd Billie-Jo Truluck (Joan Goodfellow), die de jongens geeft wat ze willen. Ondertussen raakt Buster ontgoocheld doordat Margie blijft weigeren om seks met hem te hebben en hij begint in het geheim Billie te bezoeken.
Aanvankelijk gaat hij slechts naar Billie voor de seks, maar uiteindelijk raakt hij verliefd op haar. Buster is zo ingenomen met Billie dat hij zijn verloving met Margie verbreekt om een relatie aan te gaan met Billie. Billie krijgt een nieuw leven ingeblazen met Buster en voor het eerst in hun leven zijn ze gelukkig. Het geluk is echter van korte duur.
Buster's vrienden zijn erg jaloers omdat ze Billie niet meer voor eigen gebruik hebben en besluiten Buster een les te leren. Op een zekere dag sluiten ze Billie in en wanneer ze weigert om zich aan hen te onderwerpen verkrachten ze haar, waarna ze haar vermoorden. Buster vindt uiteindelijk haar dode lichaam en raakt hysterisch. Hij vertrekt naar het zwembad waar zijn vrienden zijn, de schuld duidelijk afleesbaar op hun gezichten.
Gek van woede doodt hij twee van hen en verwond hij twee andere. Hij wordt veroordeeld tot een gevangenisstraf maar wordt vrijgelaten. In de stad scheurt hij hele bloembedden aan flarden en neemt deze bloemen mee naar het kerkhof waar hij ze op het graf van Billie plaatst.

## Rolverdeling
| Acteur                 | Personage         |
| ---------------------- | ----------------- |
| Jan-Michael Vincent    | Buster Lane       |
| Joan Goodfellow        | Billie Jo Truluck |
| Pamela Sue Martin      | Margie Hooks      |
| Robert Englund         | Whitey            |
| Clifton James (acteur) | Jake              |